# Тедж Бенсаула
Тедж Бенсаула (араб. تاج بن سحاولة, нар. 1 грудня 1954, Хаммам-Бухеджар) — алжирський футболіст, що грав на позиції нападника. По завершенні ігрової кар'єри — футбольний тренер.
Виступав, зокрема, за клуб «Оран», а також національну збірну Алжиру.

## Клубна кар'єра
- У дорослому футболі дебютував 1973 року виступами за команду клубу «Оран», в якій провів десять сезонів.

- Протягом 1983—1986 років захищав кольори команди клубу «Гавр».

- Завершив професійну ігрову кар'єру у клубі «Дюнкерк», за команду якого виступав протягом 1986—1987 років.

## Виступи за збірну
- У 1979 році дебютував в офіційних матчах у складі національної збірної Алжиру. Протягом кар'єри у національній команді, яка тривала 8 років, провів у формі головної команди країни 50 матчів, забивши 25 голів.
- У складі збірної був учасником Кубка африканських націй 1980 року у Нігерії, де разом з командою здобув «срібло», чемпіонату світу 1982 року в Іспанії, чемпіонату світу 1986 року у Мексиці.

## Кар'єра тренера
- Розпочав тренерську кар'єру, повернувшись до футболу після тривалої перерви, 2001 року, очоливши тренерський штаб національної збірної Алжиру, з якою пропрацював лише один рік.

- 2002 року також очолював тренерський штаб команди клубу «Оран».

## Титули і досягнення
- Срібний призер Кубка африканських націй: 1980
- Бронзовий призер Кубка африканських націй: 1984